# Голямата страна
„Голямата страна“ (на английски: The Big Country) е американски епичен уестърн филм от 1958 година на режисьора Уилям Уайлър с участието на Грегъри Пек, Чарлтън Хестън и Бърл Айвс. Филмът е адаптация на едноименен роман и е заснет от студиото Юнайтед Артистс.

## Сюжет
Заможният морски капитан Джеймс Маккей (Грегъри Пек) заминава за американския запад, за да се събере с годеницата си Патриша (Карол Бейкър) в огромното ранчо, собственост на баща ѝ, майор Хенри Терил (Чарлз Бикфорд). Терил е във вражда с Ръфъс Хенеси (Бърл Айвс), патриарх на по-беден и по-малко рафиниран фермерски клан, който претендира за правата върху водата в сухите пасища на високите плата.
Най-добрата приятелка на Патриша, учителката Джули Марагон (Джийн Симънс) е собственичка на голямо имение, което има собствен източник на вода, която е жизненоважна за Хенеси. Тъй като без достъпа до водата, Хенеси ще си загубят стадата, Джени им позволява да напояват добитъка си, но отказва да продаде или отдаде под наем имението си на която и да е от двете страни, с цел да запази крехкия мир.
Междувременно Маккей е решил да не приема предизвикателства, касаещи неговата мъжественост, след като баща му е загинал в безсмислен дуел. Той си премълчава, след като вечно създаващия проблеми Бък Хенеси (Чък Конърс) започва да го тормози. Маккей отказва и предизвикателството, отправено му от управителя на фермата на Терил, Стив Лийч (Чарлтън Хестън), да обязди мустанг. В резултат на това, Патриша, Терил и Лийч започват да го смятат за страхливец. След като Терил и хората му отиват в ранчото на Хенеси, за да търсят възмездие за тормоза от страна на Бък, Маккей остава във фермата и обяздва непокорния кон, пред очите на слугата Рамон (Алфонсо Бедоя).
Една сутрин Маккей се отправя към ранчото на Джули, за да се опита да я убеди да му продаде земята, обещавайки ѝ, че ще продължи политиката на неограничен достъп до водата. В същото време двойка мъже прекарват два дни в търсене на Маккей, вярвайки, че той се е изгубил. Маккей открива участниците в издирването и им обяснява, че не е в опасност, но Лийч го нарича лъжец. Маккей отново отказва да бъде въвлечен в двубой, но вижда, че Патриша е разочарована от него и е склонна да преразгледа взаимоотношенията им. Рано на другата сутрин, преди всички да са се събудили, Маккей си урежда дуел с Лийч. Двамата се бият до пълно изтощение, без свидетели, но не успяват да се победят.
По-късно Джули съобщава на Патриша, че Маккей е купил ранчото за нея. Тя отива да го види, но когато Маккей ѝ споменава за плановете си да даде достъп на Хенеси до водата, Патриша разваля годежа им.
Междувременно по заповед на Терил Лийч и хората му прогонват стадата на Хенеси далеч от водата. В знак на отмъщение Хенеси отвлича Джули и смята да я използва като примамка, за да докара Терил в засада в тесния каньон, през който минава пътя към чифлика на Хенеси. Бък се опитва да изнасили Джули, но баща му го спира. Разгневеният Бък се нахвърля на баща си и се опитва да го удуши, но възрастният Хенеси надделява. Когато борбата приключва, той казва на Бък, че един ден ще го убие.
Когато Маккей разбира за Джули, той и Рамон отиват в ранчото на Хенеси. Маккей му показва документа за покупка на земята и му обещава равен достъп до водата. Хенеси въпреки всичко смята да продължи борбата си с Терил, а Маккей го обвинява за това, че Хенеси е довел нещата до лична вендета.
Бък разбира, че Маккей и Джули имат чувства един към друг, и го напада. Те се бият помежду си, но когато Бък насочва оръжието си към невъоръжения Маккей, пристига Хенеси и застава между тях. Той смята, че спорът трябва да се уреди в официален дуел. Двамата мъже се отдалечават на по десет крачки, обръщат се и се прицелват. Бък стреля преди сигнала и одрасква челото на Маккей. Хенеси е бесен. Тогава Маккей бавно се прицелва. Ужасен, Бък скача на земята и се скрива зад каруцата. Маккей стреля в калта, а Хенеси плюе върху сина си. Когато Маккей и Джули започват да се отдалечават, Бък грабва оръжието, принуждавайки Хенеси да застреля собствения си син.
Междувременно Терил настоява да се отправят през каньона. Първоначално Лийч отказва и останалите мъже се присъединяват към него. Въпреки това Терил тръгва сам, което принуждава Лийч и останалата част от антуража да го последват. Групата попада в капана, подготвен от Хенеси, и бързо е притисната. Лийч е ранен, когато се втурва да защити Терил. Въпреки че враговете са обградени, Хенеси, признавайки, че обвиненията, отправени му от Маккей, са верни, заповядва на хората си да прекратят огъня. Той предизвиква Терил на дуел, който незабавно се съгласява.
Въоръжени с пушки, двамата мъже се избиват взаимно при последната конфронтация в каньона.
Маккей, Джули и Рамон се отправят към имението, за да започнат нов живот.

## В ролите
| Актьор         | Роля                      |
| -------------- | ------------------------- |
| Грегъри Пек    | Джеймс Маккей             |
| Джийн Симънс   | Джули Марагон             |
| Карол Бейкър   | Патриша Терил             |
| Чарлтън Хестън | Стив Лийч                 |
| Бърл Айвс      | Ръфъс Хенеси              |
| Чарлз Бикфорд  | майор Хенри Терил         |
| Алфонсо Бедоя  | Рамон Гутиерес            |
| Чък Конърс     | Бък Хенеси                |
| Чък Хейуърд    | Рейф Хенеси               |
| Бъф Брейди     | Дюд Хенеси                |
| Джим Бърк      | Блеки Кракър Хенеси       |
| Дороти Адамс   | съпругата на Ръфъс Хенеси |

## Продукция
Сцените в каньона са заснети в щатския парк Ред Рок Каньон в Калифорния. Ранчото и полевите сцени, изпълнени с много зеленина са снимани в Централна Калифорния, по-точно в Сиера Футхилс близо до градчето Фармингтън.

## Награди и номинации
- Награда Оскар за най-добра второстепенна мъжка роля на Бърл Айвс от 1959 година.
- Награда Златен глобус за най-добра второстепенна мъжка роля на Бърл Айвс от 1959 година.
- Награда Кинема Джъмпо за най-добър чуждоезичен филм от 1959 година.
- Трето място за наградата Златен Лоуръл от наградите Лоуръл за най-добра екшън драма от 1959 година.
- Номинация за Оскар за най-добра музика в драма или комедия за Джером Морос от 1959 година.
- Номинация за БАФТА за най-добър филм от 1960 година.
- Номинация за наградата на „Режисьорската гилдия на Америка“ за изключителни постижения в режисьорската работа на Уилям Уайлър от 1959 година.
- Номинация за наградата Златен Лоуръл от наградите Лоуръл за най-добра музика на Джером Морос от 1959 година.[2]